# エアーボット
エアーボット（Aerialbots）は、『戦え!超ロボット生命体トランスフォーマー』に登場する架空の航空部隊。サイバトロンに所属する。

## 概要
初登場は『戦え!超ロボット生命体トランスフォーマー』第43話「ベクターシグマの鍵 PART II」。
コンコルドやハリアーなどの飛行機に変形するサイバトロン初の航空部隊。5体が合体することにより、合体戦士スペリオン / Superionとなる。
『戦え!超ロボット生命体トランスフォーマー』では声にエフェクトがかけられていたが、スペリオンに合体した場合を除いて『2010』以降なくなっている。

### 生い立ち
デストロンに新たに加わった陸上部隊スタントロンに対し、コンボイの「メガトロンが陸で来るならこちらは空から迎え撃つ」という案から作り出された航空部隊。元はかつてセイバートロン星で使われていた宇宙船であり、サイバトロンの手により地球の飛行機に改造され、アルファートリンの犠牲により作動したベクターシグマによって正義の魂を吹き込まれて誕生する。
当初、シルバーボルト以外の4人は、欠点にあたる空を飛べないサイバトロンと人間を見下し、スタースクリームなどジェットロンに憧れるなどといった問題行動が目立つが、リーダーに選ばれたシルバーボルトの尽力と人間の底知れない力に心打たれ、徐々にサイバトロン戦士として目覚めてゆき、後述の事件をきっかけに、完全に改心する。

### エアーボットとコンボイの関係
コンボイの発案によって誕生したエアーボットだったが、彼らとコンボイの関係はこれに留まるものではなかった。それは第60話「ひきおこされた戦争」にて描かれた「ある事件」である。エアーボットがデストロンの罠によりタイムマシンで過去へ飛ばされた際、飛ばされた900万年前のセイバートロン星にて、エネルギー集積所で働く青年オライオン・パックスと出会う。だが、オライオン・バックスはエネルギー集積所を襲ったデストロンにより、恋人のエイリアルともども瀕死の重傷を負う。エアーボットはオライオン・パックスとエイリアルを長老アルファートリンの元に運び込み、蘇生を行わせる。こうして、エイリアルはエリータ・ワンに、オライオン・パックスはコンボイとして蘇る。
つまり、コンボイの発案によって誕生したエアーボットが、コンボイ誕生のきっかけとなっていたのである。また、この経験をきっかけにエアーボット（特にスリング）はデストロンの非道な行為を絶対許さないと怒り、サイバトロンとして戦う決意を固める。

## メンバー
指揮官シルバーボルト / Silverbolt
声 - 西村知道 /HM - 山口健 /ザ・リバース - 立木文彦 / 英 - チャーリー・アドラー
エアーボット部隊の指揮官。生真面目な性格で、前身であった輸送機のころは低空飛行しかしたことがなかったために高所恐怖症だったが、テックスペックによると、他者に構っている間はそういった自分のことを忘れるという。コンボイはこれを見抜き、「私にいい考えがある」とあえてシルバーボルトをエアーボット部隊の指揮官に任命する。任務をこなすうちに恐怖症を克服してゆく。人間や空を飛べないサイバトロン戦士を軽蔑する他のメンバーを諭すなど、リーダーとしての指揮力も遺憾なく発揮する。
Series101 F-BTSCのコンコルドに変形する。機体下面の静電気バッテリーに空気中の分子から取り除いた電子を15万ボルトまで貯え、機種から稲妻を放電する。静電放射ライフルが武器。スペリオンに合体する際には、胴体に変形する。
航空戦略家スカイダイブ / Skydive
声 - 喜多川拓郎 /OVA - 城山知馨夫 /2010 - 戸谷公次 /HM - 佐藤正治 / 英 - ローリー・ファソ
部隊の中では冷静で頭脳派。スリングとともに飛行機泥棒に捕まり、デストロンの元に潜入したことがある。テックスペックでは、一度見たマニューバを、身体能力の許す限り忠実に再現するという特技を持つ。このため、スカイダイブの飛行技術が部隊一とみなされている。
F-16ファイティングファルコンAに変形する。レーザー誘導式ミサイルを搭載しており、ネガ・ガンが武器。スペリオンに合体する際には、右脚に変形する。
シルバーボルト以外の4人は、スペリオンの手足として自由に合体できる（スクランブル合体システム）。
偵察員ファイアーボルト / Fireflight
声 - 城山知馨夫、塩屋翼（48話、60話、OVA）/2010 - 堀内賢雄 /HM - 龍田直樹 / 英 - ジェフ・マッコイ
気ままでとぼけた感じの性格。しばしば現場に到着するのが遅れることもある。テックスペックによると、注意力散漫で、「俺が飛ぶと、どんな敵も無事じゃすまない…味方も（When I'm flying, no enemy is safe -- nor friend.）」とモットーにあり、本人も一応自覚はあるもようである。
F-4ファントムIIに変形する。可燃性のファイアーフォッグミサイルを搭載しており、光子置換銃が武器。スペリオンに合体する際には、右腕に変形する。
OVA『スクランブルシティ発動編』では合体フォーメーションを間違え、仲間を窮地に陥らせる。
副官スリング / Slingshot
声 - 鈴置洋孝、堀内賢雄（43話、60話、2010） / HM - 平野正人 / 英 - ロブ・ポールセン
前身はスペースシャトルだったが、現在の姿も気に入っている。ほら吹きの不快な自慢屋で、部隊の中で最弱かつ小柄。改心した後は武器用コンソールを失っても、仲間を守るためコンバットロンに立ち向かうなど、その攻撃性を勇敢さに変えて活躍する。
BAe シーハリアーに変形する。二連式の迫撃砲を装備しており、中性子ライフルが武器。スペリオンに合体する際には、左腕に変形する。
戦士エアーライダー / Air Raid
声 - 堀内賢雄、片岡弘貴（60話） /2010 - 速水奨（6話）、江原正士（15話）、塩屋翼（20話）/ 英 - ロブ・ポールセン
とにかく楽しむことを優先し、ほぼ毎回敵部隊に突撃する、部隊一の命知らず。
F-15イーグルに変形する。空対空熱追尾ミサイルを搭載しており、トルクライフルが武器。スペリオンに合体する際には、左脚に変形する。
合体戦士スペリオン / Superion
声 - 西村知道 /HM - 山口健 / 英 - フランク・ウェルカー→エド・ギルバート、ゲイリー・チョーク（G2玩具CM）
エアーボット部隊の5体が合体した姿。エアーボット全員の意志がデストロン壊滅へと統一された戦闘マシンであり、勇猛果敢に戦う。合体した際、両腕を振り上げガッツポーズをとるのが特徴であり、サイバトロンには珍しく眼が赤色になっている（玩具CMでは青色）。武器は静電気放射ライフルで、アニメでは腕に直に取り付けられている。
『スクランブルシティ発動編』では「パワータイプ（左右および手足部分を入れ替える）」が登場し、他に「アタックタイプ（右腕：エアーライダー 左腕：スリング 右脚：ファイアーボルト 左脚：スカイダイブ）」が存在するが、合体に失敗する。
テックスペックでは、頭脳の機能的な制約のために戦況の変化に対する柔軟な対応が苦手である。

## その後のエアーボット
日本制作のOVA『スクランブルシティ発動編』では本編と同じく新戦力として登場。スタースクリーム率いるジェットロン、デバスターを撤退させるが、メナゾールとブルーティカスの二大合体兵士に苦戦する。
森藤よしひろの漫画ではメガトロンの奸計で混乱が起きる中、生まれたてゆえの可能性を信じ、負けた場合でもその間コンボイたちが事態を解決できるよう出撃する。各個の特性を考えた合体でメナゾールと果敢に戦った。
『トランスフォーマーテレフォン』においては、デバスター対策のため、ホイルジャックが設計したとされる。また、「スクランブル大決戦編」では二度にわたりオペレーターを務め、ガーディアンと脚部の交換を行い、電話相手に「君も力が出るフォーメーションを考えてくれ」と訴える。
『2010』にも引き続き登場。第9話「時の罠」ではクインテッサ星人によって、タイムウィンドウからクインテッサ統治時代のセイバートロン星からやって来た当時のサイバトロンリーダーA-3（エースリー）と出会い、救出するが、そのA-3こそはエアーボットを誕生させたアルファートリンの若き日の姿であった。エアーボットは過去でコンボイを助けたのと同じく、未来に飛ばされたアルファートリンを助ける歴史を守る役目を与えられる。
その後もサイバトロン航空戦力として活躍し続けるが、終盤においてウルトラマグナス、スロットルボットとともに宇宙ペストに感染し、チャーたちを戦闘不能に追い込み、ガーディアンに宇宙ペストを伝染させる。
『ザ☆ヘッドマスターズ』では地球サイバトロン部隊として登場、第6話「悪魔の隕石接近」ではガルバトロンが作ったメタモルフォーゼ星により苦戦を強いられる。
『ザ・リバース』ではセイバートロン星を襲撃したデストロンと戦うが、シックスショット1人に撃墜される。その後ブレストオフに全滅させられ、パワーパックを抜かれて廃棄されるが、プラズマエネルギーの起こした太陽エネルギーの吸収により復活する。
『リターン・オブ・コンボイ』では、スターコンボイの玩具パッケージの裏の活躍想像図に登場する。

## 玩具
国内ではエアーボットはそれぞれ「C-50〜54」のナンバーを与えられて発売。単品販売の他にセット販売としてスペリオンが「C-55」で1986年4月に発売された。スクランブルシティ時期の主力商品として、スタントロン部隊のライバルに位置づけられた。当初は『ダイアクロン』の手足を自由に入れ替えられる合体ロボットのコンセプト「自在合体」「スクランブル」の一体として開発されていた。開発担当は大野光仁。
C-50指揮官シルバーボルト、C-51航空戦略家スカイダイブ、C-52偵察員ファイアーボルト、C-53副官スリング、C-54戦士エアーライダー
シルバーボルトは玩具オリジナルの基地形態にも変形、国内版のみスプリングによるカタパルトを搭載。またメトロフレックスに接続可能。
『トランスフォーマー リターン・オブ・コンボイ』の時期に海外版がロボットポイントによる通信販売が行われた。
『トランスフォーマー G-2』では海外にて仕様変更品が発売された。

### その他の玩具
ウォッチボット
時計型玩具。ボタンを押すことにより液晶部分のスペリオンが立ち上がる。ナンバーは「W-2」。
トランスフォーマーガム
カバヤから発売。組み立て式の軟質プラ樹脂ミニプラモデル。シリーズ第3弾にラインナップ。シルバーボルトのみ発売された。

## その他の作品に登場するエアーボット・スペリオン

### ビーストウォーズシリーズ
スリング／Sling
ディメトロドンに変形するデストロン突撃兵。名前以外の共通点はない。
シルバーボルト/Silverbolt
ワシとオオカミのフューザーに変形するフューザー戦士。続編である『リターンズ』ではコンドルに変形する。G1のシルバーボルトにも通ずる、生真面目な性格の持ち主。

### 超ロボット生命体トランスフォーマー マイクロン伝説
シルバーボルト/Blurr
スーパーカーに変形。パートナーマイクロン・ターボとエヴォリューションすることにより、飛行形態に変形。

### トランスフォーマー スーパーリンク
スペリオン/Superion Maximus
デザインおよび玩具は新たに造形されたもの。アフターバーナー/Stormjetを中心にした戦闘機に変形するトランスフォーマーであるエアライダー/Treadshot、スリング/Skyshadow、スカイダイブ/Terradive、ファイヤーボルト/Windrazorの5人からなる。手足を入れ替えるスクランブル合体も可能。日本版ではエアーボットのメンバーの名称が流用されているが、前作『マイクロン伝説』にてシルバーボルトが登場したため、合体の中核を成すトランスフォーマーの名称がテックボットのメンバーに変更されている。

### トランスフォーマー ユニバース
スペリオン/Superion
『スーパーリンク』に登場するスペリオンの塗装変更品。日本未発売。

### 実写映画版
『Transformers 3:Dark of the Moon』のゲームにF/A-18（玩具ではF35）に変形するエアレイド/Air Raid、F16に変形するシルバーボルト/Silverbolt、F35に変形するブレイクアウェイ/Breakaway（実写シリーズオリジナルキャラクター）が登場。玩具では『ユニバース』で発売された物の流用品でユニバース同様日本未発売のスペリオンが登場。